# 7,65 × 17 мм
7,65 mm SR Browning (.32 ACP или 32 Auto) — пистолетный патрон с гильзой, имеющей мало выступающую закраину. За время своего длительного существования имел множество наименований, вот основные:
- 7,65 mm Browning и  7,65 Browning - официальное наименование по C.I.P.;
- .32 Automatic Pistol;
- 32 Auto - официальное наименование по SAAMI, сокращение от Automatic;
- .32 ACP - Automatic Colt Pistol;
- 7,65/.32 ASP - Auto Selbstlade Pistole;
- 7.65×17SR;
- DWM 479A - индекс гильзы по каталогу германской фирмы DWM;
- GR 619 - индекс патрона по каталогу австро-венгерской фирмы Georg Roth;
- 7,65 мм Браунинг - индекс ГАУ 57-Н-153;
и др.

## История
Патрон 7,65 мм Браунинг был разработан Джоном Мозесом Браунингом в 1899 году для самозарядного пистолета Browning M1900 и принят на вооружение бельгийской армии. Быстро стал одним из самых популярных благодаря удачной конструкции и долгое время оставался основным для пистолетов полицейского и гражданского назначения. В некоторых странах (Бельгии, Германии, Италии, Чехословакии и др.) использовался для армейского оружия.
В настоящее время практически не применяется государственными военизированными структурами, однако по-прежнему используется в качестве пистолетного патрона для гражданского оружия.

## Описание
Цилиндрическая гильза имеет проточку и частично выступающий фланец, характерный для первых патронов Браунинга.
Стандартная оболочечная пуля массой 4,6 г имеет закруглённую вершину и свинцовый сердечник.
Следует отметить, что для данного патрона, при прочих близких основных параметрах, европейская C.I.P. и американский SAAMI рекомендуют различные максимальные диаметры пуль: 7,85 мм (.309") и 7,92 мм (.312"), соответственно. Из-за небольшой мощности патрона это различие на практике не имеет негативных последствий, но приводит к курьёзам при ручном снаряжении патронов: европейские пули свободно проваливаются в гильзы американских производителей; а американские пули излишне туго входят в европейские гильзы немного "раздувая" их.

## Типы патрона
Патрон выпускается в нескольких странах мира, с различными типами пуль.
Также разработаны патроны, отличающиеся гильзой без выступающей закраины:
- .35 S&W Auto[англ.] — вариант фирмы Smith & Wesson с гильзой без частично выступающего фланца.[источник не указан 2521 день]
- 7,65 × 17 мм Тип 64 — китайский вариант для малошумного пистолета Тип 64, отличается от оригинала более тяжёлой пулей и гильзой без выступающей закраины. Масса пули патрона Тип 64 — 4,8 грамма, начальная скорость — 240 м/с, дульная энергия — 138 Дж.[1]
- 7,65х17R  - револьверный патрон 7,65 Pickert. Патрон разработан и производился в 1920-х годах итальянской фирмой GFL для револьверов конструкции Фридриха Пикерта (Friedrich Pickert) и их множественных подражаний. По своим характеристикам полностью соответствует патрону 7,65х17 Browning, от которого отличается только отсутствием кольцевой проточки и встроенным капсюлем (ударный состав запрессовывается в донце гильзы изнутри). Это снижает стоимость гильзы, но делает невозможной её перезарядку и повторное использование.[2]

## Использование в России
Патрон Браунинга 7,65 мм в России был принят на вооружение императорским приказом №74 по ГАУ от 7 февраля 1907 г.

Рижский филиал австрийской фирмы Sellier & Bellot в то время был официальным поставщиком ГАУ и Полиции, и выпускал 5 миллионов револьверных и пистолетных патронов в год.

Патроны "русской снарядки" были заметно дешевле заграничных: 6 руб. за 100 шт, при цене импортных 8 руб. за 100 шт. В статистике Первой Мировой Войны говорится о полном отсутствии импорта пистолетных патронов.

В 20-е годы в СССР был создан ряд пистолетов калибра 7,65 мм, из которых наиболее известны пистолеты Прилуцкого обр. 1927 г. и 7,65 мм версия пистолета Коровина.
По итогам испытаний в 1928 году промышленность получила заказ на установочную партию 500 пистолетов Прилуцкого калибра 7,65 мм.

В СССР и России патрон 7,65x17 имеет индекс ГАУ 57-Н-153.

В конце 1920-х году производство 6,35 и 7,65 мм патронов Браунига было налажено на Подольском заводе.

Подольский патронный завод был создан в 1918 г. на лучшей в стране материальной базе Петроградского завода и выпускал аналоги иностранных патронов - Арисака, Кольт, Браунинг, Маузер, и др.

В начале 1930-х производство патронов 7,65 Браунинг было налажено на Ульяновском патронном заводе.

Патрон 7,65 Браунинг считался годным для самообороны, поэтому послевоенный пистолет Макарова изначально создавался именно под него. Но в 1951 г. окончательный выбор был сделан в пользу 9 мм варианта ПМ.

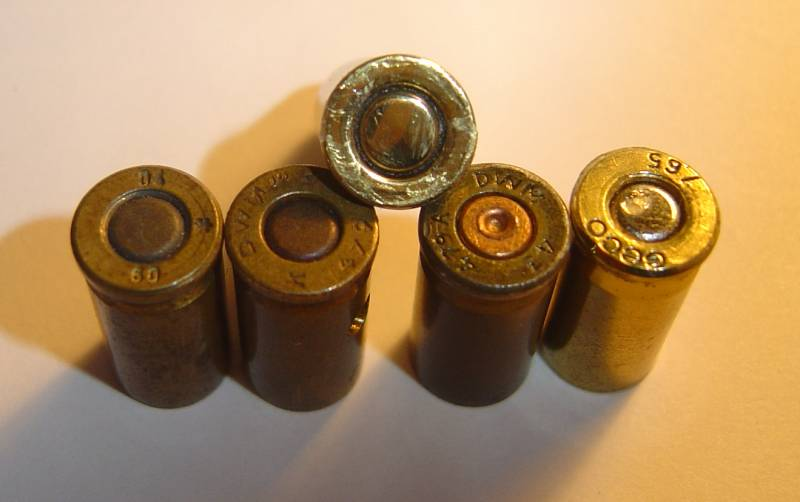
1. Ленинградский завод; 2. DWM (Маузер); 3. Ульяновский завод; 4. DWM (Маузер); 5. GECO (Карлсруэ).

Гильзы разных заводов (слева направо):

1. Ленинградский завод №4;

2. DWM (Маузер);

3. Ульяновский завод №3;

4. DWM (Маузер);

5. GECO (Карлсруэ).

После 1945 г. выпуск небольших партий патронов 7,65 Браунинг продолжался на Юрюзанском и Ленинградском патронных заводах. Особенность ленинградских браунингов - капсюль оригинального диаметра 4,5 мм. Патроны других заводов имели "нагановский" капсюль диаметра 5 мм.

Патроны послевоенного выпуска внешне отличались от довоенных - они имели пулю с томпаковой оболочкой (красноватого цвета) и герметизацию капсюля и пули красным лаком. Довоенные пули имели латунную оболочку и не имели герметизации.

Второе дыхание патрон Браунинга получил в 1961 г, после появления в странах Варшавского договора чехословацкого пистолета-пулемёта Скорпион vz.61 калибра 7,65 мм. Небольшая мощность и слабая отдача положительно сказались на точности и удобстве этого скорострельного оружия.

## Оружие, использующее патрон
- Beretta 3032 Tomcat
- HK4
- Scorpion Vz.61
- CZ 83
- Beretta Cheetah
- Walther PP, включая Walther PPK
- Пистолет Прилуцкого обр. 1927 г.

## Изображения

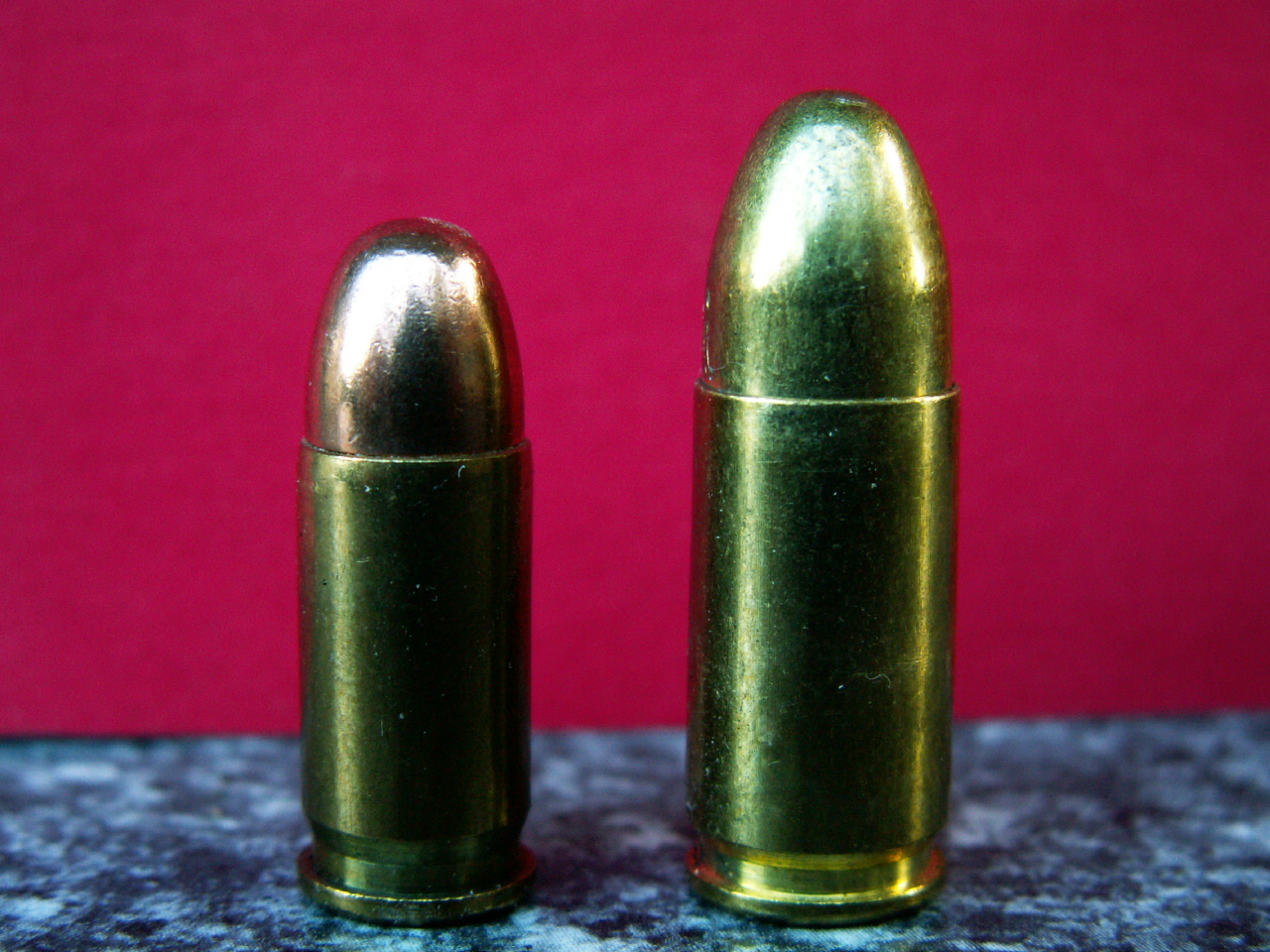
7,65 Browning и 9х19 мм
Схема патрона
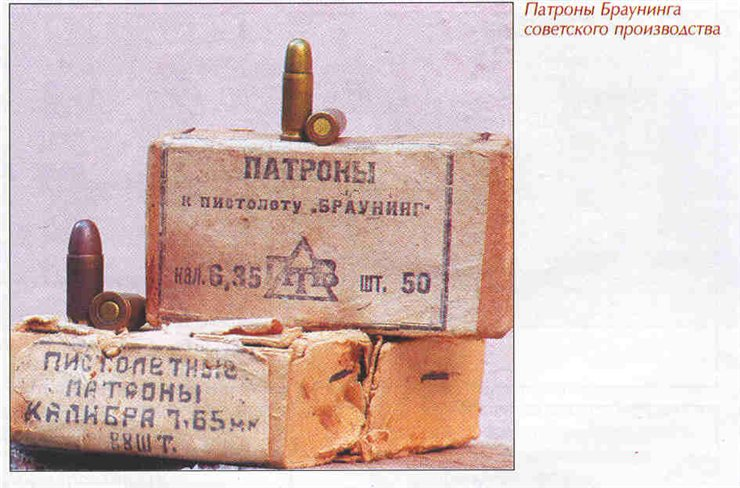
Патроны 7,65 Браунинг, СССР, 1930-е гг.